# BlazBlue
BlazBlue ist eine Computerspiel-Reihe von Fighting Games des japanischen Entwicklerstudios Arc System Works. Der erste Titel, BlazBlue: Calamity Trigger, erschien 2008 als Arcade-Automat. Seither wurden mehrere Fortsetzungen und überarbeitete Neuauflagen für zahlreiche Konsolen und den PC veröffentlicht. Daneben gibt es Ableger in anderen Genres und anderen Publikationsformen wie Light Novels, Anime und Manga.

## Geschichte
Das Konzept für BlazBlue wurde von Arc-Designer Toshimichi Mori entwickelt. Mori war Mitarbeiter des Entwicklerteams von Guilty Gear, einer anderen Fighting-Game-Reihe und zu diesem Zeitpunkt die wichtigste Marke von Arc System Works. Nach anfänglichen Erfolgen waren die Verkaufszahlen jedoch rückläufig und der hohe Schwierigkeitsgrad wurde zunehmend als Hindernis empfunden. Mori wollte dieses Konzept im Vergleich zu Guilty Gear wieder entschlacken und vereinfachen. Mit dem Hardwarewechsel zur PlayStation 3 und zu HD-Grafik bot sich für die Arc die Gelegenheit zur Einführung einer neuen Marke. BlazBlue wurde von Mori von Anfang an als Franchise entwickelt, das auch in anderen Medien fortgeführt werden sollte. BlazBlue entwickelte sich für Arc zur zweiten wichtigen Produktsäule neben Guilty Gear, auf denen das Unternehmen sein Geschäftsfeld vom Entwicklerstudio zu einem Publisher weiter ausbaute. Bis August 2012 verkauften sich die Spiele der Serie weltweit rund 1,7 Millionen Mal.

## Veröffentlichte Titel

### Hauptreihe
- 2008: BlazBlue: Calamity Trigger (Arcade, PS3, X360, PSP, Windows)
- 2009: BlazBlue: Continuum Shift (Arcade, PS3, X360)
- 2012: BlazBlue: Chrono Phantasma (Arcade, PS4, PSVita)
- 2015: BlazBlue: Central Fiction (Arcade, PS3, PS4, Windows)

### Überarbeitete Neuauflagen
- 2010: BlazBlue: Continuum Shift II (Arcade, PS3, X360, PSP, 3DS)
- 2011: BlazBlue: Continuum Shift Extend (Arcade, PS3, X360, PSVita, PSP, Windows)
- 2015: BlazBlue: Chrono Phantasma Extend (Arcade, PS3, PS4, PSVita, XOne, Windows)
- 2019: BlazBlue: Central Fiction Special Edition (Switch)

### Ableger
- 2010: BlayzBloo: Super Melee Brawlers Battle Royale (NDS)
- 2012: BlazBlue: Clone Phantasma (3DS)
- 2013: XBlaze Code: Embryo (PS3, PSVita, Windows)
- 2015: Eat Beat, Dead Spike-san (iOS, Android)
- 2015: XBlaze Lost: Memories (PS3, PSVita, Windows)
- 2015: BlazBlue: Battle Cards (iOS)
- 2018: BlazBlue: Cross Tag Battle (PS4, Switch, Windows, Arcade)
- 2021: BlazBlue Alternative: Dark War (iOS, Android)

## Weitere Produkte

### Light Novels
- BlazBlue: Phase 0, von Mako Komao und Yūki Katō (Fujimi Dragon Book, 2010, ISBN 9784829145920)
- BlazBlue: Phase Shift, von Mako Komao und Yūki Katō (Fujimi Dragon Book, 2011)
- BlazBlue: Calamity Trigger, von Mako Komao und Yuki Sugiyama (Fujimi Dragon Book, 2013)
- BlazBlue: Continuum Shift, von Mako Komao und Yuki Sugiyama (Fujimi Dragon Book, 2013)
- BlazBlue: Bloodedge Experience, von Mako Komao und Kyo Kuroichigo (Fujimi Shobo, 2014)
- BlazBlue: Spiral Shift, von Mako Komao (2016)

### Manga
- BlazBlue: Official Comics (2009)
- BlazBlue: Chimelical Complex, von Toshimichi Mori und Haruyoshi Kobayakawa (Famitsu Comic Clear, 2011)
- BlazBlue: Remix Heart, von Deko Akao und Sumeragi (Age Premium, 2012)
- BlazBlue, von Toshimichi Mori und (Dragon Age, 2013)
- BlazBlue: Variable Heart, von Toshimichi Mori und Sumeragi (Dragon Age, 2016)

### Anime
- 2013: BlazBlue: Alter Memory

### Weitere
- 2009: BlazBlue Radio – Online-Radiosendung auf Nico Nico Douga